# Хармонико моја
Хармонико моја је песма српског певача, хармоникаша, композитора и текстописца Милутина Миће Стојановића. Први пут је објављена 1964. године, под окриљем издавачке куће Југотон, на Стојановићевом мини-албуму Хармонико моја. Касније су песму снимили и бројни други извођачи.

## Друге верзије
| Извођач                                        | Албум                                      | Година | Изв.  |
| ---------------------------------------------- | ------------------------------------------ | ------ | ----- |
| Бора Бојић и Оркестар Томице Миљића            | Лети песмо, само лети                      | 1984.  | [ 3 ] |
| Сејо Питић                                     | Ханума                                     | 1990.  | [ 4 ] |
| Бора Дрљача и Оркестар Славка Митровића Цалета | Крајишник сам ја                           | 1996.  | [ 5 ] |
| Снежана Ђуришић                                | Снежана Ђуришић                            | 1998.  | [ 6 ] |
| Маринко Роквић                                 | Од бисера грана (Најлепше народне песме 3) | 2005.  | [ 7 ] |
| Чеда Марковић                                  | И да се врате године младе                 | 2006.  | [ 8 ] |